# Против разбойников и убийц — бунтующих крестьян
Против разбойников и убийц — бунтующих крестьян (нем. Wider die Mordischen und Reubischen Rotten der Bawren) — полемическое произведение Мартина Лютера, опубликованное в 1525 году направленное против беззаконий, сопровождающих Крестьянскую войну в Германии. Инициированная Лютером Реформация привела к расколу Германии, поэтому он чувствовал ответственность за последующие события, в том числе за Крестьянскую войну. После того как восставшие начали творить беззакония, прикрываясь именем Реформации, Лютер решительно выступил против повстанцев. Он изложил своё видение ситуации: каждый должен исполнять свой долг, дворяне должны следить за порядком, а крестьяне (нем. die bauren) подчиняться властям на основании Евангелия (Лк. 20:25), поэтому Бог находится на стороне дворян (Рим. 13:1). Повстанцев он назвал «безумными собаками» (нем. die rasenden hunde), а их предводителя в Мюльхаузене — архидьяволом (нем. ertzteuffel), ибо сам дьявол человекоубийца (Ин. 8:44). Погибших солдат в борьбе с повстанцами Лютер объявляет мучениками в глазах Бога.
Ставших на сторону крестьян ожидает огонь вечный (нем. hellebrand). Теперь такое странное время (нем.  wunderliche zeytten), что князь скорее может заслужить благоволение небес кровопролитием, чем другие люди молитвою